# Swear
«Jurar» —título original en inglés: «Swear» es el sexto episodio de la séptima temporada de la serie de televisión The Walking Dead. Se estrenó el 27 de noviembre de 2016 en Estados Unidos y Latinoamérica por las cadenas AMC y FOX respectivamente. El 28 de noviembre se estrenó en España también mediante Fox. El director de este episodio fue Michael E. Satramezis y el encargado de escribir el guion fue David Leslie Johnson.
En este capítulo, se introduce una nueva comunidad: "Oceanside". A diferencia del cómic, en el episodio se muestra como es el lugar y quienes viven en él, mientras que en el papel solamente es mencionado.
Este episodio marca el debut en la temporada de la actriz Alanna Masterson quien inicia su personaje como parte del elenco principal de la serie. La actriz Alanna Mastersoon inicia su personaje Tara en el sexto capítulo de la cuarta temporada, de modo que ese sería su debut en la serie. El episodio se centra en Tara (Alanna Masterson), después de haber sido separado de Heath (Corey Hawkins) durante su carrera de suministro de dos semanas, corriendo en problemas después de que ella se encuentra y se topa con una nueva sociedad, que vive cerca de la costa, llamada Oceanside. Sus reglas, ubicación y configuración no se parecen a nada que se haya visto antes.

## Trama
Dos semanas después del ataque en el puesto avanzado de la estación de satélite de los salvadores, Tara (Alanna Masterson) se separa de Heath (Corey Hawkins) después de caer de un puente durante un ataque de caminantes. Se lava en una playa, donde la encuentra una chica llamada Cyndie (Sydney Park). Ella sigue a Cyndie a su comunidad, Oceanside: un grupo formado por solo mujeres sobrevivientes instaladas en Virginia que se ha situado en un campamento pre-apocalipsis. Ella es descubierta y llevada cautiva. Su líder, Natania (Deborah May), interroga a Tara, quien miente y dice que ella y su amiga habían estado viajando solas. Eventualmente, ella admite ser parte de una comunidad y trata de convencer a los miembros de Oceanside de que deben contactarse con Alexandria. Natania parece estar de acuerdo y asigna a dos mujeres para que escolten a Tara a casa.
Justo en las afueras de Oceanside, Tara, al darse cuenta de que sus acompañantes van a matarla, dice que se encargará de un caminante delante de ellas y se distraerá de sus acompañantes. Una vez que está cerca del caminante, huye en un intento de escapar de sus acompañantes mientras le disparan. Luego se esconde e intenta someter a una de ellas, pero fue en vano. Mientras la mantienen a punta de pistola, le dicen que todos los hombres de la comunidad de Oceanside, de 10 años o más, fueron asesinados por Los Salvadores y que el grupo de Tara los eliminó, sino que comenzaron una guerra. Ella es salvada de sus perseguidores por Cyndie, que luego la alcanza y la confronta. Cyndie hace que Tara "jure" que nunca mencionará a Oceanside a nadie y ayuda a Tara a encontrar el camino de regreso al puente donde perdió a Heath. Tara encuentra evidencia de que Heath logró escapar del ataque del caminante y continúa hacia Alexandría sola.
Después de regresar a Alexandría, Tara es recibida en la entrada por un emotivo Eugene (Josh McDermitt) quien le cuenta lo que les ocurrió a sus amigos. En la enfermería, decidida a vengarse de Los Salvadores, Rosita (Christian Serratos) le pregunta a Tara, abatida por la noticia de de la muerte de Denise, si ella tiene cualquier pista en armas de fuego o municiones. Negando su descubrimiento, Tara mantiene su palabra a Cyndie y le dice a Rosita que no encontró nada durante su misión de exploración.

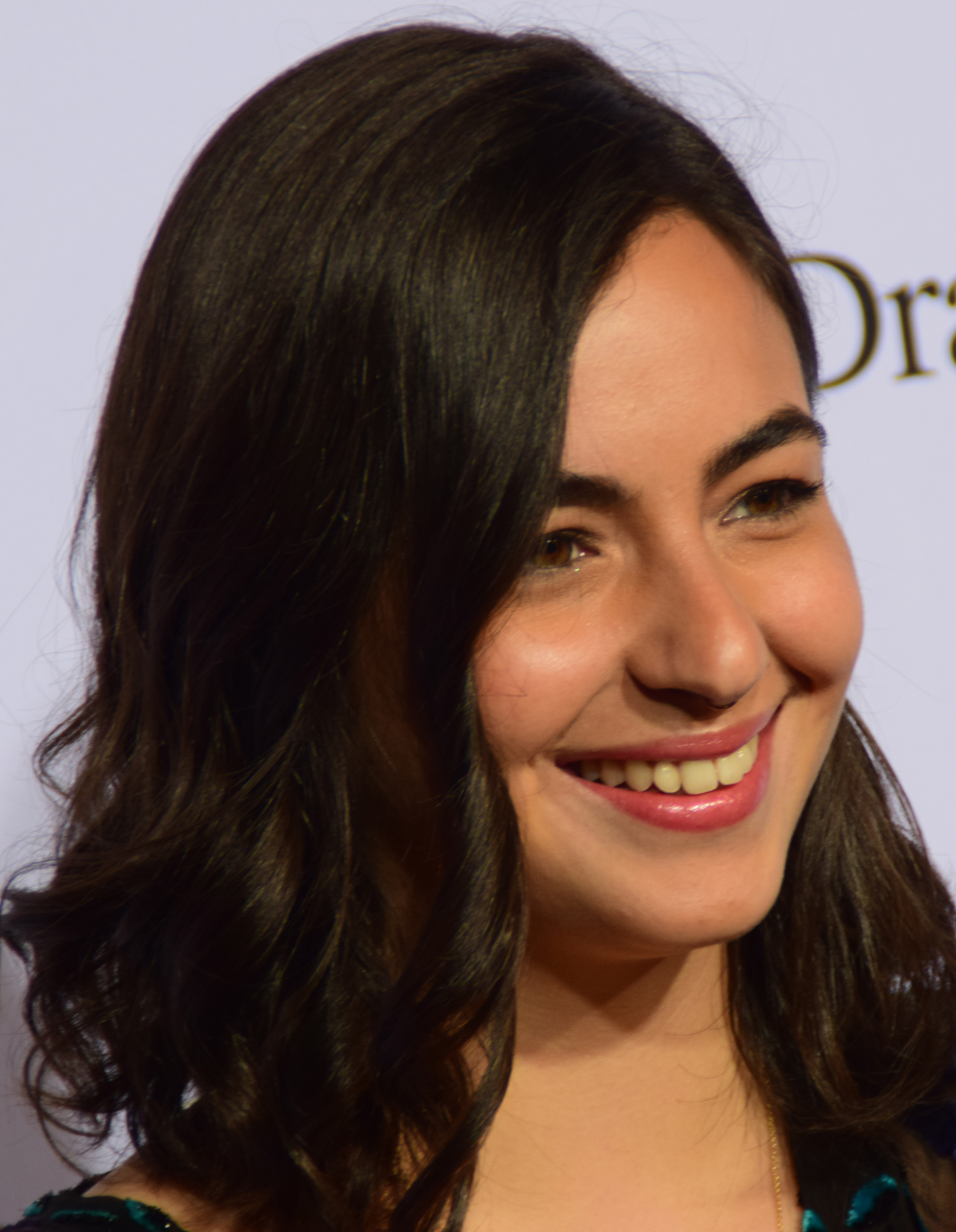
Alanna Masterson quien interpreta a Tara Chambler recibió críticas negativas sobre el desarrollo de su debut como personaje principal en este episodio

.

## Producción
Los actores Andrew Lincoln (Rick Grimes), Norman Reedus (Daryl Dixon), Lauren Cohan (Maggie Greene), Chandler Riggs (Carl Grimes), Danai Gurira (Michonne), Melissa McBride (Carol Peletier), Lennie James (Morgan Jones), Sonequa Martin-Green (Sasha Williams), Jeffrey Dean Morgan (Negan), Seth Gilliam (Padre Gabriel Stokes), Ross Marquand (Aaron), Austin Nichols (Spencer Monroe), Tom Payne (Jesús), Austin Amelio (Dwight) y Xander Berkeley (Gregory) no aparecen en este episodio pero igualmente son acreditados.

## Recepción
"Swear" recibió opiniones negativas por parte de los críticos. En Rotten Tomatoes tiene una puntuación de 59% con un puntaje de 6,4 sobre 10 basado en 27 revisiones. El consenso del sitio dice: "Aunque su enfoque en un personaje secundario a menudo deja a "Swear" sintiéndose como una distracción, el descubrimiento -e inminente peligro- de una nueva comunidad es un desarrollo refrescante". Con una calificación de 5.7 en IMDb, actualmente es el episodio con la calificación más baja que ha tenido el programa desde "Last Day on Earth", el final de la la sexta temporada, que tiene una calificación de 6.3, y se considera uno de los peores episodios de la serie.

## Índices de audiencia
El episodio recibió una calificación de 4,9 en la clave demográfica 18-49 con 10,40 millones de espectadores. Es, hasta el momento, el número de audiencia más bajo que ha tenido la serie desde el capítulo "Hounded" de la tercera temporada.